# Томпсон, Джим
Джеймс Ма́йерс «Джим» То́мпсон (англ. James Myers «Jim» Thompson; 27 сентября 1906 года — 7 апреля 1977 года) — американский писатель и журналист.

## Биография
Родился в Оклахоме в семье шерифа в небольшом городе Анадарко. Отец Джима был азартным игроком. Он растратил казённые деньги и был уволен со службы. Чтобы избежать ареста, отправился с семьей в Мексику. В течение 14 лет семья Томпсонов переезжала с одного нефтяного прииска на другой в надежде разбогатеть. Ничего не получилось. Отец Томпсона перенёс инсульт, от которого не оправился уже до самой смерти.
Джим окончил университет Небраски. Работал на заводе и на нефтяных скважинах, вступил в профсоюз «Индустриальные рабочие мира». Во время Великой депрессии он примкнул к федеральному писательскому проекту в Оклахоме. Целью проекта было издание путеводителей по штату.
Во времена сухого закона Томпсон хорошо узнал мир гангстеров и коррумпированных чиновников, ставших впоследствии героями его книг. В 1931 году он женился и вступил в Коммунистическую партию, откуда вышел в 1938 году.
Решение стать писателем было продиктовано необходимостью заработка. В 1941 году был опубликован первый роман писателя «Сейчас и на Земле». В 40-е годы Томпсон работал журналистом в «New York Daily News» и «Los Angeles Times Mirror». В начале 50-х он попал в «чёрные списки» сенатора Маккарти за свою бывшую принадлежность к компартии и остался без работы. В эти годы он пишет автобиографию «Плохой парень» и роман «Алкоголики» (оба 1953), основанный на опыте собственных непростых отношений со спиртными напитками.
В конце 50-х Томпсон был приглашён в Голливуд Стэнли Кубриком. Он стал соавтором двух сценариев этого режиссёра (в частности, это нереализованный сценарий «Сумасшедший на свободе»). Многие романы Томпсона также были экранизированы.
Сам писатель так охарактеризовал своё творчество:

Есть 32 способа написать рассказ, и я использовал все. Но основа сюжета всегда одна — вещи совсем не такие, какими они нам кажутся.

Перенеся ряд апоплексических ударов, Томпсон скончался 7 апреля 1977 года.

## Экранизации
- Побег (фильм, 1972)
- Безупречная репутация
- После наступления темноты, моя дорогая
- Кидалы (фильм, 1990)
- Побег (фильм, 1994)
- Убийца внутри меня